# Dóra, a felfedező
A Dóra, a felfedező (eredeti cím: Dora the Explorer) 2000 és 2019 között vetített amerikai televíziós 2D-s számítógépes animációs kalandsorozat, amelyet Chris Gifford, Valerie Walsh Valdes és Eric Weiner alkotott. A rendezői George S. Chialtas, Gary Conrad, Henry Lenardin-Madden, Sherie Pollack és Arnie Wong, a zenéjét Joshua Sitron és Billy Straus szerezte, a producere Valerie Walsh. A Nickelodeon Animation Studio gyártja, forgalmazója a ViacomCBS Domestic Media Networks. Amerikában a Nickelodeon mutatta be 2000. augusztus 14-én, Magyarországon a Nickelodeon mutatta be 2001. július 23-án.

## Ismertető
Dóra (Dora Márquez) egy kislány, aki minden epizódban felfedezőútra indul. Van egy barátja – egy kis majom, akit Csizinek hívnak. Mindig van egy cél, ahova el kell jutniuk. Három helyet járnak meg, az aktuális cél mindig az utolsó. Eközben Swiper, a róka megpróbálja kifosztani őket. Visszatérő momentum, ahogy rászólnak egymás után, „Swiper, ne lopkodj”. Swipert ezzel leállítják, majd ő egy „ó a fenébe” kiáltással elmenekül. Néha Swipernek sikerül elvennie néhány holmijukat, de egy epizódban viszont Swiper is segített nekik, mikor egy kis rókát kellett hazajuttatni a családjához. Olykor Dóra unokatestvére, Diego is velük tart a felfedezésben. Útjuk végén összefoglalják, melyik jelenet tetszett nekik a legjobban, és énekelnek. De ahhoz, hogy céljukat elérhessék, sok segítséget kell kérniük a tévénézőktől is.

## Szereplők

### Emberek
| Szereplő     | Eredeti hang                 | Magyar hang                                      | Leírás                                                           |
| ------------ | ---------------------------- | ------------------------------------------------ | ---------------------------------------------------------------- |
| Dóra Márquez | Kathleen Herles (2000–2007)  | Mánya Zsófi (1-3. évad) Mahó Andrea (4. évadtól) | A sorozat főhőse és címszereplője, nagy felfedező.               |
| Dóra Márquez | Caitlin Sanchez (2008–2011)  | Mánya Zsófi (1-3. évad) Mahó Andrea (4. évadtól) | A sorozat főhőse és címszereplője, nagy felfedező.               |
| Dóra Márquez | Fatima Ptacek (2012–2019)    | Mánya Zsófi (1-3. évad) Mahó Andrea (4. évadtól) | A sorozat főhőse és címszereplője, nagy felfedező.               |
| Diego        | Felipe Dieppa (2003–2006)    | Baráth István                                    | Dóra unokatestvére, aki részt vesz unokahúga néhány kalandjában. |
| Diego        | Andre Dieppa (2003–2006)     | Baráth István                                    | Dóra unokatestvére, aki részt vesz unokahúga néhány kalandjában. |
| Diego        | Jake T. Austin (2005–2010)   | Baráth István                                    | Dóra unokatestvére, aki részt vesz unokahúga néhány kalandjában. |
| Diego        | Brandon Zambrano (2011–2012) | Baráth István                                    | Dóra unokatestvére, aki részt vesz unokahúga néhány kalandjában. |
| Diego        | Jacob Medrano (2012–2019)    | Baráth István                                    | Dóra unokatestvére, aki részt vesz unokahúga néhány kalandjában. |

### Állatok
| Szereplő    | Eredeti hang                 | Magyar hang                            | Leírás |
| ----------- | ---------------------------- | -------------------------------------- | --- |
| Csizi       | Harrison Chad (2000–2007)    | Markovics Tamás                        | Dóra majombarátja, valamint állandó társa. |
| Csizi       | Regan Mizrahi (2008–2012)    | Markovics Tamás                        | Dóra majombarátja, valamint állandó társa. |
| Csizi       | Koda Gursoy (2012–2019)      | Markovics Tamás                        | Dóra majombarátja, valamint állandó társa. |
| Swiper      | Marc Weiner                  | Gardi Tamás Presits Tamás (7x07. rész) | A ravasz lopkodós vörös róka, aki minden részben megpróbál ellopni Dóráéktól, vagy előlük valamit. Néha sikerül is neki.                                 |
| Iza         | Ashley Flemming (2000–2007)  | Koffler Gizella                        | Egy gyík, gyakran segít Dóráéknak. Szeret kertészkedni.                                                                                                  |
| Iza         | Lenique Vincent (2008–2011)  | Koffler Gizella                        | Egy gyík, gyakran segít Dóráéknak. Szeret kertészkedni.                                                                                                  |
| Iza         | Skai Jackson (2012–2019)     | Koffler Gizella                        | Egy gyík, gyakran segít Dóráéknak. Szeret kertészkedni.                                                                                                  |
| Tico        | Jose Zelaya (2002–2007)      | Fekete Zoltán                          | Egy mókus, aki csak angolul tud beszélni, így néha csak Dóra érti, hogy mit mond.                                                                        |
| Tico        | Jean Carlos Celi (2008–2019) | Fekete Zoltán                          | Egy mókus, aki csak angolul tud beszélni, így néha csak Dóra érti, hogy mit mond.                                                                        |
| Benny       | Jake Burbage (2000–2007)     | Berkes Bence Moser Károly(7x07. rész)  | Egy fiatal bika, gyakran segít Dóráéknak. |
| Benny       | Matt Gumley (2008–2019)      | Berkes Bence Moser Károly(7x07. rész)  | Egy fiatal bika, gyakran segít Dóráéknak. |
| Fiesta Trio | N/A                          | N/A                                    | Egy 3 tagú zenekar. Tagjai egy béka, egy szöcske és egy csiga. Akkor szoktak zenélni, ha Dóráék átjutnak egy akadályon, vagy ha a feladat végéhez érnek. |

### Tárgyak
| Szereplő | Eredeti hang                  | Magyar hang      | Leírás                                       |
| -------- | ----------------------------- | ---------------- | -------------------------------------------- |
| Hátizsák | Sasha Toro (2000–2007)        | Stukovszky Tamás | Dóra hátizsákja, amiben minden megtalálható. |
| Hátizsák | Alexandria Suarez (2008–2019) | Stukovszky Tamás | Dóra hátizsákja, amiben minden megtalálható. |
| Térkép   | Marc Weiner                   | Lippai László    | Aki mindig tudja, merre kell menni.          |

## Epizódok
| Évad | Évad | Epizódok | Eredeti sugárzás     | Eredeti sugárzás    | Magyar sugárzás      | Magyar sugárzás      |
| Évad | Évad | Epizódok | Évadpremier          | Évadfinálé          | Évadpremier          | Évadfinálé           |
| ---- | ---- | -------- | -------------------- | ------------------- | -------------------- | -------------------- |
|      | 1    | 26       | 2000. augusztus 14.  | 2001. október 15.   | 2001. július 23.     | 2002. július 20.     |
|      | 2    | 26       | 2002. március 11.    | 2003. július 14.    | 2003. augusztus 6.   | 2004. október 27.    |
|      | 3    | 25       | 2003. augusztus 26.  | 2005. október 6.    | 2005. december 6.    | 2006. december 5.    |
|      | 4    | 24       | 2004. szeptember 24. | 2007. november 5.   | 2007. március 6.     | 2008. január 5.      |
|      | 5    | 20       | 2008. szeptember 7.  | 2010. augusztus 15. | 2009. szeptember 6.  | 2010. október 8.     |
|      | 6    | 21       | 2010. november 5.    | 2012. február 3.    | 2011. október 26.    | 2013.                |
|      | 7    | 20       | 2012. március 16.    | 2013. január 16.    | 2013. szeptember 27. | 2014.                |
|      | 8    | 21       | 2013. március 18.    | 2019. augusztus 9.  | 2014. április 6.     | 2015. szeptember 25. |

## Gyártás
Alkotók az Azúrkék nyomok című sorozat alapján készítették a sorozatot.
A Nickelodeon szóvivője szerint Dóra latina, aki a latin kultúrák sokszínűségét képviseli". Kezdetben a karaktert nem latinnak tervezték, miután a Nickelodeon ügyvezetője részt vett a latin képviselet hiányáról szóló konferencián, az alkotókat megkérdezték, hogy tartalmazhatnak-e ilyen elemeket. Eleinte tétovázás volt, de végül rájöttek, hogy "nagy lehetőségük van" és a karaktert is így tervezték. A Nickelodeon először nem szeretett volna főgonoszt, de végül megírták Swiper karakterét.